# Храм Преподобног Сисоја Великог у Горњем Мачковцу
Храм Преподобног Сисоја Великог је храм Српске православне цркве који се налази у Горњем Мачковцу код Лопара у Републици Српској. Пприпада зворничко-тузланској епархији.

## Стари храм
Првобитни храм на овом мјесту из 1834. био је посвећен Светом Николају Мирликијском. Стари храм је био саграђен од ријечног камена, а покривен шиндром. Звоник са једним звоном био је одвојен од храма. Свједочанство о градњи овога храма, који је освештао митрополит зворнички Кирил постоји у његовом љетопису.
Храм из 1843. године подигнут је у вријеме султана Абдулмеџида I, прилозима трговачких породица Бобар и Рајић из Тузле, a посебнан значај за његову градњу имао је тадашњи обер кнез Стевана Наранџића из Јабланице. 
Јабланички бег се противио изградњи храма и куповини звона, говорећи: „Када зазвони звоно на цркви у Мачковцу, више бега бити неће“, што се, и догодило. Након што је храм добио звона, јабланички бег је умро, а његов наслиједник никад није именован.
У вријеме Првог свјетског рата аустроугарске власти су скинуле звона и однијеле за потребе војске. Храм је доживио уништење 1941. када су га усташе муслимани из Челића запалили уочи празника Мале Госпојине.
Комунистичке власти су по завршетку Другог свјетског рата црквени камен са згаришта одвукли за изградњу Колоније у Мачковцу која се налази поред садашње цркве. Ипак, до данас је сачувана камена плоча са подацима о градњи храма.

## Изградња новог храма
Градња постојећег храма почела је 2012. године, поново прилозима становника Мачковца и Лопара и саме општине.
Његово Преосвештенство г. Хризостом, тадашњи епископ зворничко-тузлански, освештао је темеље, крстове и звона храма 19. јула 2015. године.
Кум темеља био је Ђоко Тешић, велики ктитор, добротвор и угледни домаћин овог краја. Кума крстова је госпођа Петра Божић, а кумови звона су Цвико Стевић, Станко Лукић и Бојан Ерић.
Обнова је завршена 2018. године када је најсарији храм на Мајевици освештао епископ Фотије.
Приликом обнове храма пронађен је и споменик проти Микаилу из Мачковца, који је умро 1853. године. Камен овог храма, као и многе споменике у мајевичком крају комунисти су разнијели и користили за градњу породичних кућа и школе у Мачковцу.
Комунистичке власти су храму одузеле и вриједне иконе које су касније однијете у Народни музеј у Тузли, гдје се и данас налазе.